# Caslino al Piano
Caslino al Piano (Caslin in dialetto comasco, AFI: [kaˈzlĩː]) è una frazione del comune di Cadorago, in provincia di Como. Conta 2 401 abitanti.
Dal XIV secolo fino al 1928 Caslino è stato comune a sé.

## Geografia fisica
Caslino al Piano si trova in una posizione favorevole nella Brianza: nella zona vi sono ampie aree verdi e parchi, dove è abbondante la fauna selvatica. Il principale di questi è il Parco del Lura – che tocca Cadorago come anche altri comuni nel bacino del torrente Lura.

### Idrografia
A Caslino al Piano si trova il laghetto Pasqué – sede di varie specie ittiche.
Nella frazione vi è anche una sorgente di acqua minerale, imbottigliata dall'azienda Spumador.

## Monumenti e luoghi d'interesse
Santuario di Sant'Anna
Quando nel 1920 la vecchia chiesa di San Remigio fu elevata a sede di una parrocchia autonoma da quella di Lomazzo, il parroco promosse la costruzione di un santuario dedicato a Sant'Anna, già venerata nella precedente chiesa per mezzo di una statua in legno tuttora conservata nell'edificio attuale. In aggiunta alla statua, il santuario ospita una reliquia di Sant'Anna.
Su un altare dedicato si trova un'icona cesellata della Madonna di Czestochwa, dono di Giovanni Paolo II nel 1980. Una piccola cappella ospita invece una statua della Vergine Immacolata.
La chiesa è annoverata nell'elenco dei Santuari e templi votivi della Diocesi di Como.
Villa Buffoni
Villa Buffoni, già proprietà agricola del Convento delle Benedettine di San Colombano, è il più antico edificio del nucleo originario di Caslino, posizionato sulle alture tra l'ansa del Lura e Cascina Marzorate.

## Società

### Religione

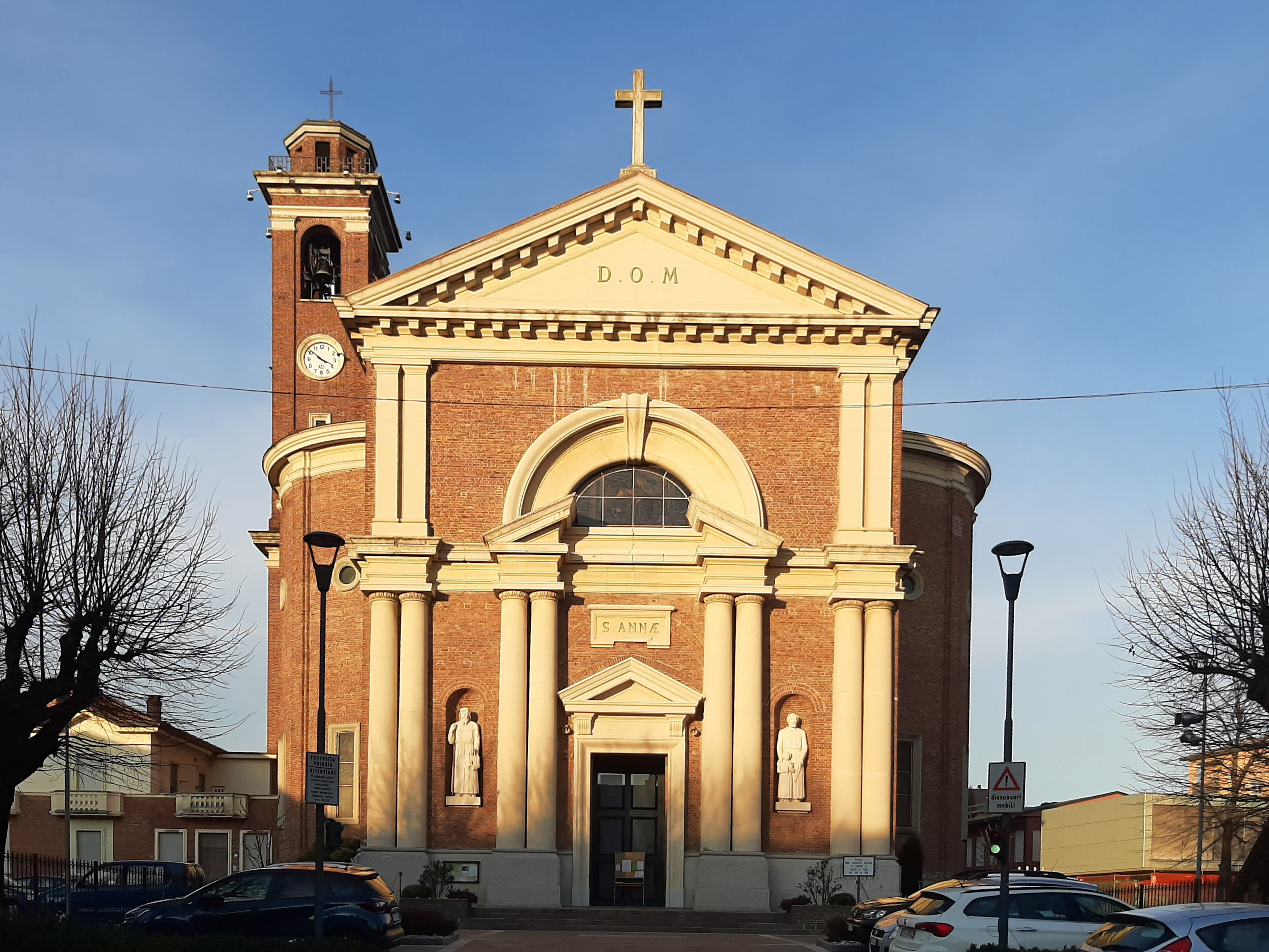
Santuario di Sant'Anna

Caslino al Piano è da sempre sotto la diocesi di Como nella pieve di Fino.
Patrona della frazione è Sant'Anna, a cui è dedicato il santuario; la festa patronale cade il 26 luglio.
L'antico patrono era San Remigio, a cui era dedicata una chiesina nel vecchio nucleo storico, oggi demolita. A memoria del legame nel corso dei secoli tra Caslino al Piano e la parrocchia di San Siro in Lomazzo, nella chiesa di San Siro è presente un affresco che raffigura San Remigio.

## Infrastrutture e trasporti
La fermata ferroviaria di Caslino al Piano è posta sulla linea Saronno-Como, attivata nel 1878 come trasformazione della preesistente tranvia Como-Fino-Saronno; tale impianto è servito da treni regionali svolti da Trenord nell'ambito del contratto di servizio stipulato con la Regione Lombardia.